# Fördraget i Montevideo
Fördraget i Montevideo var ett avtal som Argentina och Brasilien undertecknade i Montevideo den 27 augusti 1828, och ledde till erkännandet av Uruguay som självständig stat.
Avtalet undertecknades efter förhandlingar i Río de Janeiro, ledda av Storbritannien, som pågått sedan 11 augusti. De undertecknande parterna ratificierade avtalet den 4 oktober samma år.

### Fotnoter
1. ↑  ”Uruguay”. World Statesmen. http://www.worldstatesmen.org/Uruguay.html. Läst 1 juli 2013.